# منتخب نيوزيلندا تحت 17 سنة لكرة القدم
منتخب نيوزيلندا تحت 17 سنة لكرة القدم (بالإنجليزية: New Zealand national under-17 football team)‏ هو ممثل نيوزيلندا الرسمي في المنافسات الدولية في كرة القدم في فئة كرة قدم تحت 17 سنة للرجال، يديريه اتحاد نيوزيلندا لكرة القدم.